# Heinrich Kosynowski
Heinrich Kosynowski (* 7. November 1896 in Rahden; † 2. Juni 1963 in Minden) war ein deutscher Politiker (FDP).

## Leben und Beruf
Nach dem Besuch der Volksschule absolvierte Kosynowski eine Druckerlehre und war Buchdruckereibesitzer und Zeitungsherausgeber.
Er war verheiratet und hatte zwei Kinder.

## Abgeordneter
Dem Kreistag des ehemaligen Kreises Lübbecke gehörte er vom 9. November 1952 bis zum 2. Juni 1963 an.
Von 1959 bis 1963 war er Mitglied der Landschaftsversammlung des Landschaftsverbandes Westfalen-Lippe.

## Öffentliche Ämter
Nachdem sein Vorgänger Gustav Niermann zurücktrat, da er Minister in der von Ministerpräsident Franz Meyers geführten Regierung des Landes Nordrhein-Westfalen wurde, war Kosynowski vom 22. November 1958 bis zum 7. April 1961 Landrat des Kreises Lübbecke.

## Sonstiges
Im Lübbecker Kreistag war die FDP Mehrheitsbeschafferin für die CDU, umso bemerkenswerter war, dass Kosynowski 1958 im zweiten Wahlgang mit Stimmen der SPD gegen Kurt Weimann (CDU) zum Landrat gewählt wurde.